# 1501年国家领导人列表

## 非洲
- 埃塞俄比亚 - 纳奥德，埃塞俄比亚皇帝，1494年－1508年
  - 阿达利苏丹国 - 穆罕默德·伊本·爱资哈尔丁，阿达利苏丹国苏丹，1488年－1518年
- 埃及
  1. 阿什拉夫·詹巴拉特，马木路克苏丹，1500年－1501年
- 摩洛哥 - 阿布·扎卡里亚·穆罕默德·塞义赫·马赫迪，摩洛哥苏丹，1472年－1505年
- 刚果王国 - 若昂一世，刚果国王，1470年－1509年
- 桑海帝国 - 阿斯基亚·穆罕默德一世，桑海帝国国王，1493年－1528年
- 布干达 - 基加拉，布干达国王，约1474年－约1501年
- 贝宁王国 - 奥佐鲁阿，贝宁国王，1480年－1504年
- 马里王国 - 曼萨·马哈茂德二世或曼萨·马哈茂德三世（具体是谁无法确定），马里国王，具体在位时间不详

## 美洲
- 阿兹台克帝国 - 阿维特佐特尔，阿兹台克国王，1486年－1502年
- 特克斯科科 - 内扎瓦尔皮利，特克斯科科国王，1472年－1515年
- 印加帝国 - 瓦伊纳·卡帕克，印加国王，1493年－1527年

## 亞洲
- 中國（明朝）- 明孝宗，明朝皇帝，1487年－1505年
- 朝鮮（朝鮮王朝）- 燕山君李隆，1494年－1506年
- 日本
  1. 后柏原天皇，日本天皇，1500年－1526年
- 印度
- 伊朗

## 歐洲
- 拜占庭帝国 - 查士丁尼一世，拜占庭帝国皇帝，527年－565年
- 东哥特王国 - 阿塔拉里克，东哥特国王，526年－534年
- 西哥特王国 - 阿马拉里克，西哥特国王，526年－531年
- 神圣罗马帝国
  - 萨克森
    - 恩斯特系 - 腓特烈三世，萨克森选侯，1486年－1525年
    - 阿尔布雷希特系
      1. 阿尔布雷希特五世，萨克森公爵，1486年－1500年
      2. 乔治，萨克森公爵，1500年－1539年
- 意大利
  - 米兰（两君对立）
    1. 路多维科·斯福尔扎，米兰公爵，1494年－1499年，1500年
    2. 路易十二，米兰公爵，1499年－1511年

  - 巴黎和奥尔良 - 希尔德贝尔一世，524年－558年
  - 兰斯 - 提奥多里克一世，511年－534年－